# زولتان پتر
زولتان پتر (مجاری: Zoltán Péter؛ زادهٔ ۲۳ مارس ۱۹۵۸) بازیکن فوتبال اهل مجارستان بود.
از باشگاه‌هایی که در آن بازی کرده‌است می‌توان به باشگاه فوتبال فرست وینا اشاره کرد.
وی همچنین در تیم ملی فوتبال مجارستان بازی کرده‌است.